# 1977年の野球
1977年の野球（1977ねんのやきゅう）では、1977年の野球界における動向をまとめる。

## 競技結果

### 日本プロ野球

#### ペナントレース

##### セ・リーグ
| 順位 | 球団               | 勝 | 敗 | 分 | 勝率 | 差   |
| 1位  | 読売ジャイアンツ   | 80 | 46 | 4  | .635 | 優勝 |
| 2位  | ヤクルトスワローズ | 62 | 58 | 10 | .517 | 15.0 |
| 3位  | 中日ドラゴンズ     | 64 | 61 | 5  | .512 | 15.5 |
| 4位  | 阪神タイガース     | 55 | 63 | 12 | .466 | 21.0 |
| 5位  | 広島東洋カープ     | 51 | 67 | 12 | .432 | 25.0 |
| 6位  | 大洋ホエールズ     | 51 | 68 | 11 | .429 | 25.5 |

##### パ・リーグ
| 順位 | 球団                       | 勝 | 敗 | 分 | 勝率 | 差   |
| 1位  | 阪急ブレーブス             | 35 | 25 | 5  | .583 | 優勝 |
| 2位  | 南海ホークス               | 33 | 26 | 6  | .559 | 1.5  |
| 3位  | 近鉄バファローズ           | 31 | 26 | 8  | .544 | 2.5  |
| 4位  | 日本ハムファイターズ       | 31 | 29 | 5  | .517 | 4.0  |
| 5位  | ロッテオリオンズ           | 27 | 33 | 5  | .450 | 8.0  |
| 6位  | クラウンライターライオンズ | 20 | 38 | 7  | .345 | 14.0 |

| 順位 | 球団                       | 勝 | 敗 | 分 | 勝率 | 差   |
| 1位  | ロッテオリオンズ           | 33 | 24 | 8  | .579 | 優勝 |
| 2位  | 阪急ブレーブス             | 34 | 26 | 5  | .567 | 0.5  |
| 3位  | 南海ホークス               | 30 | 29 | 6  | .508 | 4.0  |
| 4位  | 日本ハムファイターズ       | 27 | 32 | 6  | .458 | 7.0  |
| 5位  | クラウンライターライオンズ | 29 | 35 | 1  | .453 | 7.5  |
| 6位  | 近鉄バファローズ           | 28 | 35 | 2  | .444 | 8.0  |

| 順位 | 球団                       | 勝 | 敗 | 分 | 勝率 | 差   |
| 1位  | 阪急ブレーブス             | 69 | 51 | 10 | .575 | 優勝 |
| 2位  | 南海ホークス               | 63 | 55 | 12 | .534 | 5.0  |
| 3位  | ロッテオリオンズ           | 60 | 57 | 13 | .513 | 7.5  |
| 4位  | 近鉄バファローズ           | 59 | 61 | 10 | .492 | 10.0 |
| 5位  | 日本ハムファイターズ       | 58 | 61 | 11 | .487 | 10.5 |
| 6位  | クラウンライターライオンズ | 49 | 73 | 8  | .402 | 21.0 |

*優勝はプレーオフで決定。2位以下はプレーオフの結果に関係なく勝率順で決定

#### パシフィック・リーグプレーオフ
| 日付                     | 試合   | ビジター球団（先攻） | スコア   | ホーム球団（後攻） | 開催球場     |
| 10月9日（日）            | 第1戦  | ロッテオリオンズ     | 1 - 18   | 阪急ブレーブス     | 阪急西宮球場 |
| 10月10日（月）           | 第2戦  | ロッテオリオンズ     | 3 - 0    | 阪急ブレーブス     | 阪急西宮球場 |
| 10月11日（火）           | 移動日 | 移動日               | 移動日   | 移動日             | 移動日       |
| 10月12日（水）           | 第3戦  | 阪急ブレーブス       | 1 - 3    | ロッテオリオンズ   | 県営宮城球場 |
| 10月13日（木）           | 第4戦  | 阪急ブレーブス       | 4 - 2    | ロッテオリオンズ   | 県営宮城球場 |
| 10月14日（金）           | 第5戦  | 雨天中止             | 雨天中止 | 雨天中止           | 県営宮城球場 |
| 10月15日（土）           | 第5戦  | 阪急ブレーブス       | 7 - 0    | ロッテオリオンズ   | 県営宮城球場 |
| 年間優勝：阪急ブレーブス |        |                      |          |                    |              |

#### 日本シリーズ
| 日付                                 | 試合   | ビジター球団（先攻） | スコア | ホーム球団（後攻） | 開催球場     |
| ------------------------------------ | ------ | -------------------- | ------ | ------------------ | ------------ |
| 10月22日（土）                       | 第1戦  | 読売ジャイアンツ     | 2 - 7  | 阪急ブレーブス     | 阪急西宮球場 |
| 10月23日（日）                       | 第2戦  | 読売ジャイアンツ     | 0 - 3  | 阪急ブレーブス     | 阪急西宮球場 |
| 10月24日（月）                       | 移動日 | 移動日               | 移動日 | 移動日             | 移動日       |
| 10月25日（火）                       | 第3戦  | 阪急ブレーブス       | 2 - 5  | 読売ジャイアンツ   | 後楽園球場   |
| 10月26日（水）                       | 第4戦  | 阪急ブレーブス       | 5 - 2  | 読売ジャイアンツ   | 後楽園球場   |
| 10月27日（木）                       | 第5戦  | 阪急ブレーブス       | 6 - 3  | 読売ジャイアンツ   | 後楽園球場   |
| 優勝：阪急ブレーブス（3年連続3回目） |        |                      |        |                    |              |

#### 個人タイトル
|                               | セントラル・リーグ | セントラル・リーグ | セントラル・リーグ | パシフィック・リーグ | パシフィック・リーグ | パシフィック・リーグ |
| タイトル                      | 選手               | 球団               | 成績               | 選手                 | 球団                 | 成績                 |
| ----------------------------- | ------------------ | ------------------ | ------------------ | -------------------- | -------------------- | -------------------- |
| 最優秀選手                    | 王貞治             | 巨人               |                    | 山田久志             | 阪急                 |                      |
| 最優秀新人                    | 斉藤明雄           | 大洋               |                    | 佐藤義則             | 阪急                 |                      |
| 最優秀投手                    | 小林繁             | 巨人               |                    |                      |                      |                      |
| 沢村栄治賞                    | 小林繁             | 巨人               |                    |                      |                      |                      |
| 首位打者                      | 若松勉             | ヤクルト           | .358               | 有藤道世             | ロッテ               | .329                 |
| 最多本塁打                    | 王貞治             | 巨人               | 50本               | L.リー               | ロッテ               | 34本                 |
| 最多打点                      | 王貞治             | 巨人               | 124打点            | L.リー               | ロッテ               | 109打点              |
| 最多盗塁                      | 柴田勲             | 巨人               | 34盗塁             | 福本豊               | 阪急                 | 61盗塁               |
| 最多安打                      | 若松勉             | ヤクルト           | 158安打            | 福本豊               | 阪急                 | 165安打              |
| 最多出塁数(セ) 最高出塁率(パ) | 王貞治             | 巨人               | 272出塁            | 加藤秀司             | 阪急                 | .405                 |
| 最優秀防御率                  | 新浦寿夫           | 巨人               | 2.32               | 山田久志             | 阪急                 | 2.28                 |
| 最多勝利                      | 高橋里志           | 広島               | 20勝               | 鈴木啓示             | 近鉄                 | 20勝                 |
| 最多奪三振                    | 池谷公二郎         | 広島               | 176奪三振          | 村田兆治             | ロッテ               | 180奪三振            |
| 最高勝率                      | 新浦寿夫           | 巨人               | .786               | 稲葉光雄             | 阪急                 | .739                 |
| 最優秀救援投手                | 鈴木孝政           | 中日               | 23SP               | 江夏豊               | 南海                 | 22SP                 |

#### ベストナイン
|          | セントラル・リーグ | セントラル・リーグ | パシフィック・リーグ | パシフィック・リーグ |
| 守備位置 | 選手               | 球団               | 選手                 | 球団                 |
| -------- | ------------------ | ------------------ | -------------------- | -------------------- |
| 投手     | 小林繁             | 巨人               | 山田久志             | 阪急                 |
| 捕手     | 木俣達彦           | 中日               | 加藤俊夫             | 日本ハム             |
| 一塁手   | 王貞治             | 巨人               | 加藤秀司             | 阪急                 |
| 二塁手   | 高木守道           | 中日               | B.マルカーノ         | 阪急                 |
| 三塁手   | 掛布雅之           | 阪神               | 有藤道世             | ロッテ               |
| 遊撃手   | 河埜和正           | 巨人               | 石渡茂               | 近鉄                 |
| 外野手   | 若松勉             | ヤクルト           | 福本豊               | 阪急                 |
| 外野手   | 山本浩二           | 広島               | 門田博光             | 南海                 |
| 外野手   | 張本勲             | 巨人               | L.リー               | ロッテ               |
| 指名打者 |                    |                    | 高井保弘             | 阪急                 |

#### ダイヤモンドグラブ賞
|          | セントラル・リーグ | セントラル・リーグ | パシフィック・リーグ | パシフィック・リーグ |
| 守備位置 | 選手               | 球団               | 選手                 | 球団                 |
| -------- | ------------------ | ------------------ | -------------------- | -------------------- |
| 投手     | 堀内恒夫           | 巨人               | 山田久志             | 阪急                 |
| 捕手     | 大矢明彦           | ヤクルト           | 加藤俊夫             | 日本ハム             |
| 一塁手   | 王貞治             | 巨人               | 加藤秀司             | 阪急                 |
| 二塁手   | 高木守道           | 中日               | 山崎裕之             | ロッテ               |
| 三塁手   | 高田繁             | 巨人               | 島谷金二             | 阪急                 |
| 遊撃手   | 山下大輔           | 大洋               | 大橋穣               | 阪急                 |
| 外野手   | 山本浩二           | 広島               | 福本豊               | 阪急                 |
| 外野手   | 柴田勲             | 巨人               | 弘田澄男             | ロッテ               |
| 外野手   | 若松勉             | ヤクルト           | 大熊忠義             | 阪急                 |

### 高校野球
- 第49回選抜高等学校野球大会優勝：箕島（和歌山県）
- 第59回全国高等学校野球選手権大会優勝：東洋大姫路（兵庫県）

### 大学野球
- 第26回全日本大学野球選手権大会優勝：駒澤大
- 第8回明治神宮野球大会優勝：法政大

- 東京六大学野球連盟優勝 春：法政大、秋：法政大
- 東都大学野球連盟優勝 春：駒澤大、秋：駒澤大
- 関西大学野球連合優勝 春：立命館大、秋：大阪商業大

### 社会人野球
- 第48回都市対抗野球大会優勝：神戸製鋼
- 第4回社会人野球日本選手権大会優勝：住友金属

### メジャーリーグ
- ワールドシリーズ
  - ニューヨーク・ヤンキース（ア・リーグ）（4勝2敗）ロサンゼルス・ドジャース（ナ・リーグ）

## できごと

### 1月
- 1月5日 - 巨人の王貞治が球団と契約交渉を行い推定6360万円で更改し、日本プロ野球史上初めての年俸6千万円台となった[3]。
- 1月11日 - 日本ハムの坂井勝二が体力の限界を理由に引退、パ・リーグは坂井を任意引退選手として公示[4]。
- 1月14日 - 大洋ホエールズのオーナーで大洋漁業社長の中部謙吉が心筋梗塞で都内の病院で死去[5]。
- 1月21日 - 水原茂と西沢道夫の野球殿堂入りが決まる[6]。
- 1月26日 - 大洋の長田幸雄が引退[7]。
- 1月28日 - 大洋は新オーナーに大洋漁業副社長の中部新次郎が就任したと大洋漁業本社にて発表[8]。

### 2月
- 2月2日 - 野球殿堂に森茂雄、西村幸生が特別表彰として殿堂入り[9]。
- 2月16日 - 株式会社横浜スタジアムの創立総会が開かれ、新役員が選出されて新会社として発足[10]。
- 2月25日 - 中日はキャンプ地の浜松市営球場にて、トレードを拒否して球団からキャンプへの自費参加と開幕からの出場停止処分を受けていた藤波行雄について、反省の態度が見られるとして4月7日までに短縮すると発表[11]。

### 3月
- 3月14日 - ヤクルトは球団代表の徳永喜男が退任し、後任に相馬和夫が就任したと発表[12]。
- 3月27日 - 第49回選抜高等学校野球大会が阪神甲子園球場で開幕。
- 3月31日 - 阪神の笹本信二と阪急の竹村一義・新井良夫の交換トレードが成立[13]。

### 4月
- 4月1日 - プロ野球の公式戦がセ・パ同時に開幕[14]。
- 4月7日 - 第49回選抜高等学校野球大会の決勝戦が阪神甲子園球場で行われ、箕島高校が中村高校を3-1で破り、1970年（第42回）以来2度目の優勝[15]。
- 4月10日 - 巨人の柴田勲が対中日3回戦の八回表に4号3点本塁打を放ち、プロ通算150本塁打を達成[16]。
- 4月18日 - 阪急の島谷金二が平和台球場での対クラウン2回戦に先発出場し、プロ通算1000試合出場を達成[17]。
- 4月22日 - 広島の衣笠祥雄が広島市民球場での対巨人3回戦に出場し、800試合連続出場を達成[18]。
- 4月24日 - 阪急の笹本信二が西宮球場での対ロッテダブルヘッダー第一試合の3回戦の3回から出場し、1試合5度の盗塁刺のパ・リーグ新記録[19]。
- 4月29日 - 川崎球場での大洋対阪神3回戦で、阪神の外野手佐野仙好が九回裏大洋の清水透の左中間への打球を追いフェンスに激突、頭部骨折で1か月の重傷を負う[20]。

### 5月
- 5月3日 - 巨人の柴田勲が対大洋戦4回戦の一回裏に二盗を決め、プロ通算500盗塁を達成[21]。
- 5月8日 - 大洋のジョン・シピンが甲子園球場での対阪神8回戦の二回表に6号本塁打を放ち、プロ野球通算150本塁打を達成[22]。
- 5月15日 - 阪急の福本豊が大阪球場での対南海8回戦の九回表に三遊間安打を放ち、プロ通算1000安打を達成[23]。
- 5月19日
  - ロッテのレロン・リーが後楽園球場での対阪急前期9回戦の九回裏に中前適時打を打ち、プロ野球タイ記録の11試合連続打点を達成[24]。
  - 日本ハムの宮本幸信が日生球場での対近鉄前期8回戦の八回裏に小川亨、梨田昌孝、石渡茂に死球を与え、プロ野球新記録の1イニング3与死球[25]。
- 5月22日 - 広島の山本浩二が後楽園球場での対巨人6回戦の9回表に定岡正二から右前安打を放ち、プロ通算1000安打を達成。史上101人目[26]。
- 5月24日 - 阪神の池辺巌が川崎球場での対大洋9回戦に出場し、プロ通算1500試合出場を達成[27]。
- 5月29日 - 巨人の張本勲が甲子園球場での対阪神9回戦の一回表に安打、四回表に安打を放ち、プロ通算4500塁打を達成[28]。

### 6月
- 6月5日 - ヤクルトの大杉勝男がナゴヤ球場での対中日7回戦の四回表に2点適時打を放ち、プロ通算1000打点を達成[29]。
- 6月9日 - 野球解説者の小西得郎が自宅で心筋梗塞で死去[30]。
- 6月13日
  - 巨人の松本匡史が川崎球場での対大洋14回戦の九回表に淡口憲治の代走で出場し、さらに二死満塁の場面で打席に立ち4号満塁本塁打を打つ。代走で出場した選手がその後に打席に発ち満塁本塁打を打ったのはプロ野球史上初めて[31]。
  - ヤクルトの若松勉が神宮球場での対広島13回戦の九回裏一死一塁の場面で渡辺進の代打で出場し、10号2点サヨナラ本塁打を打つ[32]。前日12日の対広島12回戦でも十回裏に代打サヨナラ本塁打となる9号2点本塁打を打っており[33]、プロ野球史上初の2試合連続代打サヨナラ本塁打を記録。
- 6月14日
  - 巨人は後楽園球場での対広島11回戦の七回裏二死から吉田孝司の代打・山本功児が2号本塁打、続く西本聖の代打・淡口憲治が2号本塁打を打ち、プロ野球史上初の2者連続代打本塁打[34]。
  - 巨人の柴田勲が後楽園球場での対広島11回戦の六回裏一死の場面で9号本塁打を打ち、プロ通算1000得点を達成[35]。
  - 中日の高木守道がナゴヤ球場での対大洋10回戦の一回裏に8号本塁打、二回裏に9号本塁打を放ち、12日の対阪神ダブルヘッダー第一試合の最終打席で6号本塁打、第二試合で7号本塁打を放っており、4打席連続本塁打のプロ野球タイ記録[36]。
- 6月26日 - 仙台宮城球場での大洋対阪神ダブルヘッダー第2試合の13回戦は阪神が3-1とリードした六回裏大洋の一死満塁の場面で濃霧のため6回途中でコールドゲームとなり、阪神が3-1で勝利[37]。
- 6月29日 - ナゴヤ球場での中日対ヤクルト11回戦で中日の井上弘昭が五回裏に8号2点本塁打を打ち、プロ通算100本塁打を達成[38]。中日の谷沢健一が七回裏に左前安打を打ちプロ通算1000安打を達成[39]。

### 7月
- 7月2日 - 阪急対ロッテ13回戦が西宮球場で行われ、阪急がロッテを2-1で下し、前期優勝を達成[40]。
- 7月4日 - パ・リーグの後期が開幕[41]。
- 7月5日
  - クラウンの土井正博が仙台宮城球場での対ロッテ後期1回戦の九回表に中前安打を放ち、プロ通算2000安打を達成[42]。
  - ロッテの有藤通世が宮城球場での対クラウン後期1回戦の四回裏に7号本塁打を放ち、プロ通算200本塁打を達成[43]。
- 7月6日 - 阪急の福本豊が西宮球場での対南海の後期1回戦の四回裏に二盗に成功し、通算597盗塁のプロ野球記録を達成[44]。
- 7月8日 - 中日の星野仙一がナゴヤ球場での対阪神12回戦に先発して3失点で完投して今季6勝目を挙げ、プロ通算100勝を達成[45]。
- 7月14日
  - 巨人の王貞治がナゴヤ球場での対中日11回戦の一回表に星野仙一から21号本塁打を放ち、通算5000塁打を記録[46]。
  - 阪神のハル・ブリーデンが甲子園球場での対大洋15回戦の七回表に27号本塁打を放ち、これで阪神は21試合連続本塁打となり、ロッテが1971年に記録した20試合連続本塁打を抜くプロ野球新記録[47]。
- 7月16日 - 巨人の王貞治が後楽園球場での対広島16回戦の五回表に松原明夫から四球を選び、通算で2056四球となりベーブ・ルースの記録に並ぶ[48]。
- 7月19日 - 阪急の福本豊が西宮球場での対クラウン後期1回戦の三回裏に二盗を決め、通算600盗塁を達成[49]。
- 7月20日
  - 巨人の張本勲が後楽園球場での対中日13回戦の二回裏に星野仙一から14号本塁打を放ち、プロ通算450本塁打を達成[50]。
  - クラウンの東尾修が西宮球場での対阪急後期3回戦に救援登板して今季6勝目を挙げ、プロ通算100勝を達成[51]。
  - 大洋の高橋重行が川崎球場での対ヤクルト13回戦の三回表から救援登板して今季3勝目を挙げ、プロ通算100勝を達成[51]。
- 7月21日 - 近鉄の鈴木啓示が神宮球場での対ロッテ後期2回戦に先発してロッテを4-0と無四球完封勝利を収め、プロ通算47無四球試合となり、土橋正幸の46を更新するパ・リーグ新記録[52]。
- 7月31日 - 近鉄の米田哲也が対クラウン後期7回戦の四回表から登板し、金田正一のプロ野球記録を更新する通算945試合登板を達成[53]。

### 8月
- 8月5日 - 阪急の福本豊と大橋穣が西宮球場での対近鉄後期4回戦でともに通算1000試合出場。史上192人目、193人目。同一試合で同一球団の2人が達成は史上初[54]。
- 8月8日 - 第59回全国高等学校野球選手権大会が阪神甲子園球場で開幕。41校が参加。なお、一部で複数県にまたがる地方大会を行う選手権大会は本年が最後となり、翌年からは1府県1代表（北海道は南北、東京都は東西各2代表）となった。
- 8月11日
  - ヤクルトの大杉勝男が神宮球場での対大洋17回戦の一回裏に間柴茂有から21号本塁打を放ち、日本プロ野球史上8人目の通算350本塁打を記録[55]。
  - 広島の山本浩二が広島市民球場での対阪神16回戦の八回裏に31号本塁打を放ち、通算200本塁打を達成[56]。
- 8月20日 - 第59回全国高等学校野球選手権大会の決勝戦が阪神甲子園球場で行われ、兵庫県代表の東洋大姫路が愛知県代表の東邦を4-1で破り初優勝[57]。
- 8月22日 - 中日の高木守道が神宮球場での対ヤクルト17回戦の一回表に13号本塁打を放ち、プロ通算200本塁打を達成[58]。
- 8月26日 - ヤクルトの大杉勝男が岡山県野球場での対阪神21回戦の一回表に安打を放ち、プロ通算1500安打を達成[59]。
- 8月29日 - 【MLB】セントルイス・カージナルスのルー・ブロックが対パドレス戦の1回表に二盗を成功させ、タイ・カッブの持つメジャー記録892を抜いてメジャー新記録を更新[60]。
- 8月31日 - 巨人の王貞治が後楽園球場での対大洋22回戦の1回裏に39号本塁打を放ち、ハンク・アーロンの持つメジャーリーグ本塁打通算記録に並ぶ通算755本となる[61]。

### 9月
- 9月1日 - 中日の高木守道がナゴヤ球場での対広島23回戦の六回裏二死で二塁盗塁を決め、プロ通算350盗塁を達成[62]。
- 9月3日
  - 巨人の王貞治が後楽園球場での対ヤクルト23回戦の三回裏に鈴木康二朗から40号本塁打を放ち、ハンク・アーロンのMLB本塁打記録を上回る通算756号本塁打[63][64]。
  - 巨人の張本勲が対ヤクルト23回戦の八回裏に22号本塁打を放ち、プロ通算1500打点を達成[65]。
- 9月6日 - 広島の池谷公二郎が広島球場での対中日23回戦に先発登板し、三回表に大島康徳に、7回表に田尾安志に本塁打を打たれ、これでシーズン被本塁打が44本となり、金田留広が1971年に記録したシーズン最多被本塁打の記録42を更新する[66]。
- 9月14日
  - 中日の高木守道が対巨人19回戦の八回表に二塁打を打ち、通算300二塁打と3000塁打を達成[67]。
  - ヤクルトが川崎球場での対大洋21回戦の8回表にチャーリー・マニエル、ロジャー・レポーズ、渡辺進、松岡弘、若松勉が本塁打を放ち、1イニング5本塁打のプロ野球タイ記録[68]。
- 9月16日 - 南海の広瀬叔功が大阪市難波の球団事務所を訪れ、今季限りでの現役引退を申し入れる[69]。
- 9月23日 - 広島球場で広島対ヤクルト24回戦でヤクルトが広島に0-7で敗れたため、巨人のリーグ優勝が決まる[70]。
- 9月25日 - 南海の江夏豊が後楽園球場での対日本ハムダブルヘッダー第2試合の後期12回戦の九回裏一死から登板し、プロ入り通算500試合登板達成[71]。
- 9月27日 - ロッテの村田兆治が西京極球場での対阪急後期12回戦の六回裏に島谷金二から三振を奪い、プロ通算1000奪三振を達成[72]。
- 9月28日 - 南海は選手兼任監督の野村克也に対して監督を解任したと電話で通告[73]。

### 10月
- 10月1日
  - 南海は15時から大阪市南区のホテル南海にて記者会見し、広瀬叔功が監督に就任したと正式に発表[74]。
  - 阪神は甲子園球場での対広島23回戦に1-2で敗れ、球団タイ記録の9連敗[75]。
- 10月5日
  - 西京極球場での阪急対近鉄のダブルヘッダー第1試合の後期12回戦で阪急が2-4で敗れたため、ロッテのパ・リーグ後期優勝が決定[76]。
  - 南海の監督を解任された野村克也が大阪市のロイヤルホテルで記者会見し現役続行を表明。また、自身が解任された背景について、南海OBからの圧力があったと主張する[77]。
- 10月7日 - 近鉄の米田哲也が対阪急後期13回戦の4回裏から登板して2イニングを投げて勝利投手となり、通算350勝を達成[78]。
- 10月8日 - 【MLB】ナ・リーグのプレーオフ第4戦が行われ、ロサンゼルス・ドジャースがフィラデルフィア・フィリーズを4-1で破り、1974年以来通算15度目のリーグ優勝決定[79]。
- 10月13日 - クラウンは15時より東京・赤坂の球団東京事務所にて記者会見し、監督の鬼頭政一が辞任したと発表[80]。
- 10月14日 - 近鉄は投手コーチの杉浦忠を解任を発表[81]。
- 10月15日 - パ・リーグプレーオフの第5戦で阪急がロッテに7-0で勝利し、パ・リーグ優勝を決める[82]。
- 10月17日
  - 阪神は監督の吉田義男が大阪市北区の阪神電鉄本社をにオーナーの野田誠三と球団社長の田中隆造を訪ね、成績不振の責任を取るため辞任したいと申し出、了承される[83]。
  - 中日は16時より名古屋市にある中日ビル「クラブ東海」で記者会見を行い、中利夫の監督就任を発表[84]。
- 10月18日
  - 近鉄の米田哲也が大阪市森之宮にある球団事務所を訪れて引退を申し入れ、了承される[85]。
  - セ・リーグの公式戦全日程が終了[86]。
- 10月19日 - 沢村賞選考委員会が東京・数寄屋町のニュートーキョーにて12時から選考を行い、巨人の小林繁を選出[87]。
- 10月20日 - オーナー会議が東京・九段下のホテルグランドパレスにて行われ、ロッテのフランチャイズを神奈川県に移転することを了承[88]。
- 10月27日 - 日本シリーズの第5戦が後楽園球場にて13時から行われ、阪急が6-3で勝利し、4勝1敗で3年連続日本シリーズ優勝達成。MVPは阪急の山田久志[89]。
- 10月28日 - 1977年度のプロ野球の表彰選手を決めるプロ野球担当記者投票の開票が東京・銀座のコミッショナー事務局で行われ、最優秀選手にセ・リーグは巨人の王貞治、パ・リーグは山田久志が選出される。最優秀新人にセ・リーグは大洋の斎藤明夫、パ・リーグは阪急の佐藤義則を選出[90]。

### 11月
- 11月1日 - 中日は15時から名古屋市中区の中日ビル「クラブ東海」にて記者会見し、野球評論家の稲尾和久が一軍投手コーチに就任したと発表[91]。
- 11月2日 - 阪神は14時より大阪市内の阪神電鉄本社にて記者会見し、後藤次男の監督就任を発表[92]。
- 11月7日 - クラウンは根本陸夫と大阪市大淀区の「ホテルプラザ」にて監督要請の話し合いを行い、根本は監督要請を受諾[93]。
- 11月8日
  - 第1回正力松太郎賞の選考委員会が東京・九段のホテルグランドパレスにて12時から行われ、巨人の王貞治を選出[94]。
  - ナ・リーグMVPにシンシナティ・レッズのジョージ・フォスターが選出される[95]。
- 11月14日 - クラウンライターは16時より福岡市内の西鉄グランドホテルにて記者会見し、根本陸夫の監督就任を発表[96]。
- 11月16日 - 【MLB】大リーグのアメリカン・リーグのMVPにミネソタ・ツインズのロッド・カルーが選出される[97]。
- 11月17日 - ロッテは南海を退団した野村克也の入団を発表[98]。
- 11月21日 - ヤクルトは新橋のヤクルト本社にて野球評論家の森昌彦と交渉を行いバッテリーコーチとして正式契約、記者会見を行い正式発表[99]。
- 11月22日 - プロ野球新人選択会議が10時より九段下のホテルグランドパレスにて行われる[100]。
- 11月26日 - ロッテの村上公康が体力の限界を理由に球団代表の西垣徳男と退団について話合い、球団は村上の退団を了承[101]。

### 12月
- 12月3日 - クラウンライターからドラフト1位指名された法政大学の江川卓が15時より平河町の全共連ビル4階の会議室にて記者会見し、入団拒否を正式表明、江川は高校卒業時に続いて2度目の入団拒否[102][103]。
- 12月9日 - 元巨人の投手中尾碩志が入院先の川崎市内の病院で急性胆嚢炎で死去[104]。
- 12月15日 - 大洋の杉山知隆・間柴茂有と日本ハムの野村収のトレードが成立し、両球団が発表[105]。
- 12月16日 - 日本ハムと南海は小田義人・杉田久雄と柏原純一のトレードで合意しそれぞれ選手に通告するが、柏原は野村克也が入団したロッテへのトレードを主張する[106]。
- 12月22日
  - プロ野球実行委員会が東京・九段のホテル・グランドパレスにて12時から開かれ、大洋の横浜スタジアム、ロッテの川崎球場移転、ジュニア・オールスターの単独興行を決定[107]。
  - 南海の球団代表の森本昌孝と広島の球団代表の重松良典がロ野球実行委員会の後会談し、江夏豊を南海から広島へ金銭トレードすることで合意[108]。
- 12月26日 - 広島は先に南海ホークスと金銭トレードで獲得した江夏豊の入団発表を広島市の球団事務所の会議室にて行う[109]。

## 誕生

### 1月
- 1月11日 - リック・ガトームソン
- 1月30日 - 新井貴浩

### 2月
- 2月23日 - 田中秀太

### 3月
- 3月15日 - エイドリアン・バーンサイド
- 3月18日 - フェルナンド・ロドニー
- 3月18日 - ターメル・スレッジ
- 3月28日 - 多村仁

### 4月
- 4月4日 - エリック・バレント
- 4月14日 - 上坂太一郎
- 4月19日 - ジョージ・シェリル
- 4月23日 - アンドリュー・ジョーンズ
- 4月24日 - カルロス・ベルトラン
- 4月25日 - 三木肇
- 4月26日 - 福留孝介
- 4月27日 - 高橋和幸
- 4月28日 - 吉川勝成
- 4月30日 - 江尻慎太郎

### 5月
- 5月1日 - 松本奉文
- 5月5日 - 田中雅興
- 5月6日 - 青木勇人
- 5月9日 - 的場直樹
- 5月12日 - 藤井秀悟
- 5月13日 - クリス・オクスプリング
- 5月14日 - ロイ・ハラデイ（+ 2017年）
- 5月17日 - 奈良将史
- 5月19日 - 山下勝充
- 5月19日 - 飯田雅司
- 5月29日 - 十川孝富
- 5月30日 - 鶴岡一成

### 6月
- 6月1日 - 横山道哉
- 6月5日 - 杉山俊介
- 6月6日 - マーク・エリス
- 6月6日 - クリストファー・ライト
- 6月11日 - オダリス・ペレス（* 2022年）
- 6月13日 - ホセ・オーティズ
- 6月14日 - 川崎泰央
- 6月16日 - ケリー・ウッド
- 6月17日 - 的場寛一

### 7月
- 7月1日 - 谷浩弥
- 7月12日 - 大場豊千
- 7月13日 - 今村文昭
- 7月16日 - 長谷川昌幸
- 7月19日 - 木塚敦志
- 7月22日 - ライアン・ボーグルソン
- 7月26日 - ホアキン・ベノワ
- 7月29日 - 星野智樹

### 8月
- 8月5日 - エリック・ヒンスキー
- 8月6日 - 山口弘佑
- 8月11日 - 佐藤宏志
- 8月12日 - 小石澤浄孝
- 8月15日 - 日高剛
- 8月18日 - 宮出隆自
- 8月21日 - 小林聡
- 8月21日 - 田中総司
- 8月27日 - ジャスティン・ミラー（+ 2013年）
- 8月29日 - ロイ・オズワルト
- 8月30日 - 原俊介
- 8月30日 - 松本輝

### 9月
- 9月13日 - 荒木雅博
- 9月14日 - 石井弘寿
- 9月21日 - 佐藤和宏
- 9月26日 - アーロン・マイエット
- 9月28日 - 葛城育郎
- 9月29日 - 鈴衛佑規

### 10月
- 10月4日 - 藤本敦士
- 10月4日 - 前田忠節
- 10月5日 - 木村一喜
- 10月9日 - ブライアン・ロバーツ
- 10月13日 - 吉年滝徳
- 10月24日 - ラファエル・ファーカル
- 10月25日 - 花田真人

### 11月
- 11月4日 - ラリー・ビグビー
- 11月17日 - アレックス・グラマン
- 11月19日 - 吉野誠
- 11月30日 - 斉藤和巳

### 12月
- 12月4日 - 野田浩輔
- 12月11日 - 天野勇剛
- 12月21日 - バディ・カーライル
- 12月21日 - フレディ・サンチェス
- 12月27日 - 安藤優也
- 12月29日 - ジャック・ウィルソン

## 死去
- 1月14日 - 中部謙吉（大洋ホエールズのオーナー、*1896年）
- 5月14日 - 木次文夫（読売ジャイアンツ他の元内野手、*1937年）
- 6月9日 - 小西得郎（松竹ロビンスの元監督、野球解説者、*1896年）
- 6月24日 - 森茂雄（大阪タイガース・大洋ホエールズ他の元監督、*1906年）
- 9月26日 - アーニー・ロンバルディ（元メジャーリーガー、*1908年）
- 10月26日 - 岡田源三郎（明治大学硬式野球部・名古屋金鯱軍の元監督、*1896年）
- 11月16日 - ホセ・アコスタ（元メジャーリーガー、*1891年）
- 12月9日 - 中尾碩志（読売ジャイアンツの元投手、*1919年）
- 12月18日 - 西沢道夫（中日ドラゴンズの元選手・監督、*1921年）